# 西康省
西康省（せいこうしょう）は、中華民国から中華人民共和国にかけてかつて存在した省。
その歴史は
1. 1905-1911　趙爾豊による建省準備期
2. 1911-1939　川辺特別区が置かれた時期
3. 1939-1949　西康省が置かれた時期
4. 1949-1955　西康省蔵族自治区時期

に大別される。

## 地理
省都は康定（ダルツェド）。
北は青海地方（青海省）、甘粛省、東は四川省、南は雲南省、ビルマ、インド、西は西蔵に接した。
現在の四川省のカンゼ・チベット族自治州やアバ・チベット族チャン族自治州の他に涼山イ族自治州や攀枝花市、雅安市に当たる地域も含んでおり、四川盆地西端と四川省南端に達していた。現チベット自治区側ではチャムド市・ニンティ市に相当する地域を名目的に含んでおり、チベットのカム地方に相当した。

## 人口
人口は1947年統計で165万1132人。1954年の第一次全国人口普査(1953年調査)では338万1064人。

## 歴史
第1期
1905年、四川総督の趙爾豊は四川軍を率いてチベットに侵攻、雍正のチベット分割以来、名目上、四川省に帰属してきたカム地方東部の諸侯や、1642年に成立しラサに本拠をおいてチベットの中央部を統治するガンデンポタン軍などを次々と破り、1910年、ラサに入城した。趙はガンデンポタンや、その他のチベット人諸侯の小政権をすべて取り潰し、ガリ地方からウーツァン地方にかけての地方に西蔵省を、カム地方（雍正のチベット分割以来、西蔵、四川、雲南に三分）に西康省を設置し、従来、チベット人自身の統治に委ねられていたチベットの国土を中国に併合することを目指した。しかし趙が統治機構の整備に取り組み始めてほどなく、辛亥革命が勃発、趙は成都に戻ったところで革命派に殺害され、趙が配置した行政機関や駐屯軍は、ガンデンポタンからの反撃や、地元勢力の蜂起により、次第に崩壊していった。
第2期
チベットの統一と独立を目指すガンデンポタンはこの省の全域を失地回復の標的とし、ディチュ河（金沙江）西岸の地を奪還（1905年まではガンデンポタンの統治下にあった）し、さらに東岸への進出を狙った。また、ディチュ河東岸の地も、中国の支配を嫌うカム諸侯の抵抗により、かろうじて県城と主要街道を押さえるのみの有様となり、省として発足する条件が整わぬため、ながらく「川辺特別区」および1935年に改組された「西康行政督察区」という位置づけに甘んじた。1934年より1935年にかけ、長征によりこの地を通過中の労農紅軍第四軍の支援によりチベット人人民共和国が設立されたが、紅軍の撤退とともに、ほどなく解体した。
第3期
1939年、日中戦争の勃発にともない、国民政府は特別地区解消を急ぎ、実効支配領域はディチュ河東岸に限られたまま、西康省が発足した。
第4期
中国人民政府は、建国時までに省主席の劉文輝の投降を受け入れることによってディチュ河の東岸を、1950年には、いわゆる「西蔵和平解放」の一環としてディチュ河西岸を制圧したが、新たに設けた西康省蔵族自治区の領域は、従来から西康省が掌握していたディチュ河（金沙江）東岸に限定、従来ガンデンポタンが実効支配を確立していたディチュ河（金沙江）西岸は、中国政府に忠実なチベット人たちを組織してもうけた「チャムド解放委員会」のもと、ひき続き西蔵に帰属させ、西康省から正式に切り離した。
1955年、西康省蔵族自治区は廃止され、カンゼ・チベット族自治州に改められ、四川省に吸収合併された。

## 行政長官
川辺鎮撫使
尹昌衡（1912.8.26-1913.6.13）
川辺経略使
尹昌衡（1913.6.13-1913.7.7）
川辺都督
尹昌衡（1913.7.7-1914.1.13）
川辺鎮守使
張毅（1914.1.13任）
劉鋭恒（1915.4.30署）
殷承瓛（1916.8.13任）
熊克武（1917任）
陳遐齢（1918.2.2任-1925.2.10）
川辺防務督弁
劉湘（1924.5.31任-1924.12.24）
劉成勲（1924.12.24任-1925.2.10）
西康屯墾使、西康民政長
劉成勲（1925.2.7任）
川康綏撫委員会 委員長
劉湘（1926.11.27任）
西康特別区政務委員 主席
賀守賢（1928.3.10任）
西康省建省委員会 委員長
劉文輝（1934.12.29-1938.12.17）
西康省 主席
劉文輝（1939.1.1任）
賀国光（1949.12.6任）
西康省蔵族自治区人民政府 主席
サンギェイェシェ（桑吉悦希、天宝）（1950.11.7）

## 行政区画
西康省は、名目的には以下の諸県を管轄するが、この領域全体を掌握した期間は存在しない。またチベット側がチャムドに設けたドメー・チキャプ（アムド・カム総督府）の管轄領域の南部を占める。

### 県級行政区画
中華人民共和国直前の管轄行政区画は48県2設治局。
- 県
  - 康定県（ダルツェド）
  - 巴安県（バー）
  - 義敦県
  - 九竜県
  - 瀘定県
  - 雅江県
  - 道孚県（タウ）
  - 理化県
  - 瞻化県
  - 寧静県
  - 察雅県（ダクヤプ）
  - 稲城県
  - 塩井県
  - 炉霍県
  - 丹巴県
  - 定郷県
  - 昌都県（チャムド）
  - 徳栄県
  - 武成県
  - 徳格県（デルゲ）
  - 同普県
  - 貢県
  - 察隅県（ザユル）
  - 科麦県
  - 石渠県（セルシュル）
  - 蘆山県
  - 西昌県
  - 塩源県
  - 天全県
  - 寧南県
  - 嘉黎県
  - 碩督県
  - 太昭県
  - 鄧柯県
  - 白玉県（パンユル）
  - 滎経県
  - 漢源県
  - 冕寧県
  - 昭覚県
  - 会理県
  - 乾寧県
  - 塩辺県
  - 越巂県
  - 宝興県
- 設治局
  - 寧東設治局
  - 金湯設治局
  - 普格設治局
  - 瀘寧設治局